# Кодасоо
Ко́дасоо (эст. Kodasoo) — деревня на севере Эстонии в волости Куусалу, уезд Харьюмаа.

## География и описание
Расположена в 21 км к востоку от Таллина, у шоссе Таллин—Нарва. Высота над уровнем моря — 44 метра.
Климат умеренный. Официальный язык — эстонский. Почтовый индекс — 74632.

## Население
По данным переписи населения 2021 года, в Кодасоо проживали 66 человек, из них 62 (95,4 %) — эстонцы.
Численность населения деревни Кодасоо по данным переписей населения:
| Год  | 1959 | 1970  | 1979  | 1989  | 2000 | 2011 | 2021 |
| ---- | ---- | ----- | ----- | ----- | ---- | ---- | ---- |
| Чел. | 144  | ↘ 112 | ↗ 170 | ↘ 149 | ↘ 56 | ↗ 69 | ↘ 66 |

## История
Кодасоо как деревня впервые упомянута в 1477 году (Kottesem), как мыза — в 1485 году (Kottasem). В 1561 году упоминается Koddessam, в 1732 году — Koddasu mois (мыза). В 1922 году, после земельной реформы и национализации мызы упоминается как поселение Кодасу (эст. Kodasu asundus).
В советское время Кодасоо входила в состав колхоза «Куусалу». В деревне работали 8-летняя школа (основана в 1867 году), библиотека и почтовое отделение.

## Достопримечательности
В деревне расположена мыза Котцум (Кодасоо). Главное здание мызы выполнено в стиле раннего классицизма и внесено в Государственный регистр памятников культуры Эстонии как .